# Malta op het Eurovisiesongfestival 2002
Malta nam deel aan het Eurovisiesongfestival 2002 in Tallinn (Estland). Het was de vijftiende deelname van het land op het Eurovisiesongfestival. Public Broadcasting Services (PBS) was verantwoordelijk voor de Maltese bijdrage voor de editie van 2002.

## Selectieprocedure
Er werd gekozen om een nationale finale te organiseren en deze vond plaats op 16 februari. 
In totaal deden er 16 artiesten mee aan deze finale en de winnaar werd gekozen door een jury van experts en televoting.

| Volgorde | Artiest                            | Lied                        | Lyrics (l) / Muziek (m)                    | Punten | Plaats |
| -------- | ---------------------------------- | --------------------------- | ------------------------------------------ | ------ | ------ |
| 1        | Nadine Axisa                       | "Think of You"              | Marica Axisa (m), Joe Julian Farrugia (l)  | 74     | 6      |
| 2        | Lawrence Gray                      | "What Happened to Our Love" | Ray Agius (m), Alfred C. Sant (l)          | 90     | 4      |
| 3        | Andreana Debattista & Karl Spiteri | "Theresa"                   | Karl Spiteri (m & l)                       | 72     | 8      |
| 4        | Ira Losco                          | "One Step Away"             | Ray Agius (m), Philip Vella (l)            | 101    | 3      |
| 5        | Lawrence Gray                      | "Moment of Truth"           | Paul Abela (m), Alfred C. Sant (l)         | 72     | 8      |
| 6        | Gunther Chetcuti                   | "Wanna Hold On"             | Eugenio Schembri (m), Gunther Chetcuti (l) | 74     | 6      |
| 7        | Olivia Lewis                       | "Give Me Wings"             | Paul Giordimaina (m), Fleur Balzan (l)     | 65     | 11     |
| 8        | Julie Zahra                        | "Secret to Share"           | Mark Debono (m), Fiona Cauchi (l)          | 37     | 16     |
| 9        | Fiona                              | "Hide and Seek"             | Paul Abela (m), Alfred C. Sant (l)         | 40     | 14     |
| 10       | Paula                              | "Dazzle Me"                 | Philip Vella (m), Gerard James Borg (l)    | 77     | 5      |
| 11       | Annalise Ellul                     | "A New Day Is Dawning"      | Dominic Galea (m), Paul Callus (l)         | 72     | 8      |
| 12       | Ira Losco                          | "7th Wonder"                | Philip Vella (m), Gerard James Borg (l)    | 160    | 1      |
| 13       | Nadine Axisa                       | "Romantic"                  | Ray Agius (m & l)                          | 39     | 15     |
| 14       | Roger Tirazona                     | "When I'm Near"             | Paul Abela (m), Joe Chircop (l)            | 41     | 13     |
| 15       | Karen Polidano                     | "When Comes My Lover"       | John David Zammit (m), Ray Mahoney (l)     | 103    | 2      |
| 16       | Fiona                              | "Heaven in My Life"         | Paul Giordimaina (m), Fleur Balzan (l)     | 51     | 12     |

## In Tallinn
In Estland moest Malta optreden als 20ste, net na Turkije en voor Roemenië. Op het einde van de puntentelling bleken ze op een tweede plaats te zijn geëindigd met 164 punten. Samen met 2005 is dit nog steeds het beste resultaat voor het land op het festival.
Men ontving 3 keer het maximum van de punten.
Nederland deed niet mee in 2002 en België had 7 punten over voor deze inzending.

### Gekregen punten

#### Finale
| 12 punten                                    | 10 punten                                                           | 8 punten     | 7 punten                     | 6 punten                  |
| -------------------------------------------- | ------------------------------------------------------------------- | ------------ | ---------------------------- | ------------------------- |
| - Denemarken - Kroatië - Verenigd Koninkrijk | - Cyprus - Duitsland - Israël - Noord-Macedonië - Slovenië - Spanje | - Oostenrijk | - België - Estland - Letland | - Frankrijk - Griekenland |
| 5 punten                                     | 4 punten                                                            | 3 punten     | 2 punten                     | 1 punt                    |
| - Rusland - Turkije                          | - Bosnië en Herzegovina - Zweden - Zwitserland                      | - Litouwen   | - Finland                    |                           |

### Punten gegeven door Malta

#### Finale
Punten gegeven in de finale:
| 12 punten | Cyprus                |
| 10 punten | Verenigd Koninkrijk   |
| 8 punten  | Rusland               |
| 7 punten  | Letland               |
| 6 punten  | Roemenië              |
| 5 punten  | Noord-Macedonië       |
| 4 punten  | Duitsland             |
| 3 punten  | Bosnië en Herzegovina |
| 2 punten  | Estland               |
| 1 punt    | Denemarken            |